# Lijst van stations van de S-Bahn van Berlijn
Hieronder een lijst van de stations van de S-Bahn van Berlijn met de spoorlijn(en) waaraan en de gemeente waarin ze liggen en de lijnen waardoor ze bediend worden. De Berlijnse S-Bahn strekt zich vanuit de Duitse hoofdstad uit tot in het omliggende bondsland Brandenburg en telt in totaal 168 stations. Aangezien het S-Bahnnet ontstond door elektrificatie (met derde rail, 800 V gelijkstroom) van bestaande spoorlijnen, zijn bij de stations twee data vermeld: de openingsdatum van het station en datum waarop de elektrische dienst begon.
| A                                       | A                                                      | A                      | A                                      | A                          |
| Station                                 | Traject                                                | Plaats                 | Geopend                                | S-Bahn sinds               |
| --------------------------------------- | ------------------------------------------------------ | ---------------------- | -------------------------------------- | -------------------------- |
| Adlershof                               | Görlitzer Bahn                                         | Berlijn                | 8 januari 1894                         | 6 november 1928            |
| Ahrensfelde                             | Wriezener Bahn                                         | Berlijn                | 1 mei 1898                             | 30 december 1982           |
| Alexanderplatz                          | Stadtbahn                                              | Berlijn                | 7 februari 1882                        | 11 juni 1928               |
| Alt-Reinickendorf                       | Kremmener Bahn                                         | Berlijn                | 1 oktober 1893                         | 16 maart 1927              |
| Altglienicke                            | Güteraußenring                                         | Berlijn                | 3 augustus 1948                        | 26 februari 1962           |
| Anhalter Bahnhof                        | Noord-zuidtunnel                                       | Berlijn                | 9 oktober 1939                         | 9 oktober 1939             |
| Attilastraße                            | Dresdener Bahn                                         | Berlijn                | 15 februari 1895                       | 15 mei 1939                |
| B                                       |                                                        |                        |                                        |                            |
| Babelsberg                              | Wannseebahn                                            | Potsdam                |                                        | 11 juni 1928               |
| Baumschulenweg                          | Görlitzer Bahn                                         | Berlijn                | 20 mei 1890                            | 6 november 1928            |
| Bellevue                                | Stadtbahn                                              | Berlijn                | 7 februari 1882                        | 11 juni 1928               |
| Bergfelde                               | Außenring                                              | Hohen Neuendorf        |                                        | 19 november 1961           |
| Bernau (bei Berlin)                     | Stettiner Bahn                                         | Bernau                 | 1 augustus 1842                        | 8 augustus 1924            |
| Bernau-Friedenstahl                     | Stettiner Bahn                                         | Bernau                 | 30 september 1997                      | 30 september 1997          |
| Betriebsbahnhof Rummelsburg             | Frankfurter Bahn                                       | Berlijn                |                                        | 11 juni 1928               |
| Betriebsbahnhof Schöneweide             | Görlitzer Bahn                                         | Berlijn                | 17 november 1927                       | 6 november 1928            |
| Beusselstraße                           | Ringbahn                                               | Berlijn                | 1 mei 1894                             | 1 februari 1929            |
| Biesdorf                                | Ostbahn                                                | Berlijn                |                                        | 6 november 1928            |
| Birkenstein                             | Ostbahn                                                | Hoppegarten            |                                        | 7 maart 1947               |
| Birkenwerder                            | Nordbahn                                               | Birkenwerder           |                                        | 5 juni 1925                |
| Blankenburg                             | Stettiner Bahn                                         | Berlijn                | 1 juni 1877                            | 8 augustus 1924            |
| Blankenfelde                            | Dresdener Bahn                                         | Blankenfelde-Mahlow    | 8 oktober 1950                         | 8 oktober 1950             |
| Borgsdorf                               | Nordbahn                                               | Hohen Neuendorf        |                                        | 4 oktober 1925             |
| Bornholmer Straße                       | Nordbahn Stettiner Bahn                                | Berlijn                | 1 oktober 1935                         | 1 oktober 1935             |
| Botanischer Garten                      | Wannseebahn                                            | Berlijn                | 1 mei 1909                             | 15 mei 1933                |
| Brandenburger Tor                       | Noord-zuidtunnel                                       | Berlijn                | 27 juli 1936 (Unter den Linden)        | 27 juli 1936               |
| Buch                                    | Stettiner Bahn                                         | Berlijn                | 26 juni 1879                           | 8 augustus 1924            |
| Buckower Chaussee                       | Dresdener Bahn                                         | Berlijn                | 5 mei 1946                             | 15 mei 1946                |
| Bundesplatz                             | Ringbahn                                               | Berlijn                | 1 mei 1892                             | 6 november 1928            |
| C                                       |                                                        |                        |                                        |                            |
| Charlottenburg                          | Stadtbahn                                              | Berlijn                | 7 februari 1882                        | 11 juni 1928               |
| E                                       |                                                        |                        |                                        |                            |
| Eichborndamm                            | Kremmener Bahn                                         | Berlijn                | 1 oktober 1893                         | 16 maart 1927              |
| Eichwalde                               | Görlitzer Bahn                                         | Eichwalde              | 1 juni 1874                            | 30 april 1951              |
| Erkner                                  | Frankfurter Bahn                                       | Erkner                 |                                        | 11 juni 1928               |
| F                                       |                                                        |                        |                                        |                            |
| Feuerbachstraße                         | Wannseebahn                                            | Berlijn                | 15 mei 1933                            | 15 mei 1933                |
| Flughafen BER – Terminal 1-2            | Grünauer Kreuz – Flughafen BER                         | Schönefeld             | 31 oktober 2020                        | 31 oktober 2020            |
| Flughafen BER – Terminal 5 (Schönefeld) | Außenring Güteraußenring                               | Schönefeld             | 10 juli 1951                           | 26 februari 1962           |
| Frankfurter Allee                       | Ringbahn                                               | Berlijn                | 1 mei 1872                             | 1 februari 1929            |
| Fredersdorf                             | Ostbahn                                                | Fredersdorf-Vogelsdorf |                                        | 1 september 1948           |
| Friedenau                               | Wannseebahn                                            | Berlijn                | 1 november 1874                        | 15 mei 1933                |
| Friedrichsfelde Ost                     | Ostbahn                                                | Berlijn                |                                        | 6 november 1928            |
| Friedrichshagen                         | Frankfurter Bahn                                       | Berlijn                |                                        | 11 juni 1928               |
| Friedrichstraße                         | Noord-zuidtunnel Stadtbahn                             | Berlijn                | 7 februari 1882                        | 11 juni 1928               |
| Frohnau                                 | Nordbahn                                               | Berlijn                |                                        | 5 juni 1925                |
| G                                       |                                                        |                        |                                        |                            |
| Gehrenseestraße                         | Außenring                                              | Berlijn                | 20 december 1984                       | 20 december 1984           |
| Gesundbrunnen                           | Ringbahn Nordbahn Stettiner Bahn                       | Berlijn                | 1 januari 1872                         | 8 augustus 1924            |
| Greifswalder Straße                     | Ringbahn                                               | Berlijn                | 1 mei 1875                             | 1 februari 1929            |
| Griebnitzsee                            | Wannseebahn                                            | Potsdam                | 1 juni 1874                            | 11 juni 1928               |
| Grünau                                  | Görlitzer Bahn                                         | Berlijn                | 13 september 1866                      | 6 november 1928            |
| Grunewald                               | Wetzlarer Bahn                                         | Berlijn                | 1 augustus 1879                        | 11 juni 1928               |
| Grünbergallee                           | Güteraußenring                                         | Berlijn                |                                        | 26 februari 1962           |
| H                                       |                                                        |                        |                                        |                            |
| Hackescher Markt                        | Stadtbahn                                              | Berlijn                | 7 februari 1882                        | 11 juni 1928               |
| Halensee                                | Ringbahn                                               | Berlijn                | 15 november 1877                       | 6 november 1928            |
| Hauptbahnhof                            | Stadtbahn                                              | Berlijn                | 7 februari 1882 (Lehrter Stadtbahnhof) | 11 juni 1928               |
| Heerstraße                              | Spandauer Vorortbahn                                   | Berlijn                | 1 november 1909                        | 10 december 1928           |
| Hegermühle                              | Strausberg-Strausberg Nord                             | Strausberg             | 3 juni 1956                            | 3 juni 1956                |
| Heidelberger Platz                      | Ringbahn                                               | Berlijn                | 15 december 1883                       | 6 november 1928            |
| Heiligensee                             | Kremmener Bahn                                         | Berlijn                | 1 oktober 1893                         | 16 maart 1927              |
| Hennigsdorf                             | Kremmener Bahn                                         | Hennigsdorf            | 1 oktober 1893                         | 16 maart 1927              |
| Hermannstraße                           | Ringbahn                                               | Berlijn                | 1 februari 1899                        | 6 november 1928            |
| Hermsdorf                               | Nordbahn                                               | Berlijn                |                                        | 5 juni 1925                |
| Hirschgarten                            | Frankfurter Bahn                                       | Berlijn                |                                        | 11 juni 1928               |
| Hohen Neuendorf                         | Nordbahn                                               | Hohen Neuendorf        |                                        | 5 juni 1925                |
| Hohenschönhausen                        | Außenring                                              | Berlijn                | 20 december 1984                       | 20 december 1984           |
| Hohenzollerndamm                        | Ringbahn                                               | Berlijn                | 1 november 1910                        | 6 november 1928            |
| Hoppegarten                             | Ostbahn                                                | Hoppegarten            |                                        | 7 maart 1947               |
| Humboldthain                            | Noord-zuidtunnel                                       | Berlijn                | 31 januari 1935                        | 31 januari 1935            |
| I                                       |                                                        |                        |                                        |                            |
| Innsbrucker Platz                       | Ringbahn                                               | Berlijn                | 1 juli 1933                            | 1 juli 1933                |
| J                                       |                                                        |                        |                                        |                            |
| Jannowitzbrücke                         | Stadtbahn                                              | Berlijn                | 7 februari 1882                        | 11 juni 1928               |
| Julius-Leber-Brücke                     | Wannseebahn                                            | Berlijn                | 2 mei 2008                             | 2 mei 2008                 |
| Jungfernheide                           | Ringbahn                                               | Berlijn                | 1 mei 1894                             | 1 februari 1929            |
| K                                       |                                                        |                        |                                        |                            |
| Karl-Bonhoeffer-Nervenklinik            | Kremmener Bahn                                         | Berlijn                | 1 oktober 1893                         | 16 maart 1927              |
| Karlshorst                              | Frankfurter Bahn                                       | Berlijn                |                                        | 11 juni 1928               |
| Karow                                   | Stettiner Bahn                                         | Berlijn                | 15 november 1882                       | 8 augustus 1924            |
| Kaulsdorf                               | Ostbahn                                                | Berlijn                |                                        | 6 november 1928            |
| Köllnische Heide                        | Baumschulenweg-Neukölln                                | Berlijn                | 16 augustus 1920                       | 6 november 1928            |
| Königs Wusterhausen                     | Görlitzer Bahn                                         | Königs Wusterhausen    | 13 september 1866                      | 30 april 1951              |
| Köpenick                                | Frankfurter Bahn                                       | Berlijn                |                                        | 5 juni 1925                |
| L                                       |                                                        |                        |                                        |                            |
| Landsberger Allee                       | Ringbahn                                               | Berlijn                | 1 mei 1895                             | 1 februari 1929            |
| Lankwitz                                | Anhalter Vorortbahn                                    | Berlijn                | 1 december 1895                        | mei 1929                   |
| Lehnitz                                 | Nordbahn                                               | Oranienburg (stad)     |                                        | 4 oktober 1925             |
| Lichtenberg                             | Ostbahn Wriezener Bahn                                 | Berlijn                | 1881                                   | 6 november 1928            |
| Lichtenrade                             | Dresdener Bahn                                         | Berlijn                | 1 juni 1883                            | 15 mei 1939                |
| Lichterfelde Ost                        | Anhalter Vorortbahn Anhalter Bahn                      | Berlijn                | 20 september 1868                      | mei 1929                   |
| Lichterfelde Süd                        | Anhalter Vorortbahn                                    | Berlijn                | 1 augustus 1893                        | 9 augustus 1943            |
| Lichterfelde West                       | Wannseebahn                                            | Berlijn                | 15 december 1872                       | 15 mei 1933                |
| M                                       |                                                        |                        |                                        |                            |
| Mahlow                                  | Dresdener Bahn                                         | Blankenfelde-Mahlow    | 17 juni 1875                           | 15 mei 1939                |
| Mahlsdorf                               | Ostbahn                                                | Berlijn                |                                        | 15 december 1930           |
| Marienfelde                             | Dresdener Bahn                                         | Berlijn                | 17 juni 1875                           | 15 mei 1939                |
| Marzahn                                 | Wriezener Bahn                                         | Berlijn                | 1 mei 1898                             | 30 december 1976           |
| Mehrower Allee                          | Wriezener Bahn                                         | Berlijn                | 15 december 1980                       | 15 december 1980           |
| Messe Nord/ICC                          | Ringbahn                                               | Berlijn                | 1 april 1916                           | 1 februari 1929            |
| Messe Süd                               | Spandauer Vorortbahn                                   | Berlijn                | 1 november 1909                        | 10 december 1928           |
| Mexikoplatz                             | Wannseebahn                                            | Berlijn                | 1 november 1904                        | 15 mei 1933                |
| Mühlenbeck-Mönchmühle                   | Außenring                                              | Mühlenbecker Land      |                                        | 19 november 1961           |
| N                                       |                                                        |                        |                                        |                            |
| Neuenhagen                              | Ostbahn                                                | Neuenhagen             |                                        | 1 september 1948           |
| Neukölln                                | Ringbahn                                               | Berlijn                | 1 januari 1872                         | 6 november 1928            |
| Nikolassee                              | Wannseebahn Wetzlarer Bahn                             | Berlijn                | 1 mei 1902                             | 11 juni 1928               |
| Nordbahnhof                             | Noord-zuidtunnel                                       | Berlijn                | 27 juli 1936                           | 27 juli 1936               |
| Nöldnerplatz                            | Ostbahn                                                | Berlijn                |                                        | 6 november 1928            |
| O                                       |                                                        |                        |                                        |                            |
| Oberspree                               | Schöneweide-Spindlersfeld                              | Berlijn                | 1 april 1892                           | 1 februari 1929            |
| Olympiastadion                          | Spandauer Vorortbahn                                   | Berlijn                | 1 november 1909                        | 10 december 1928           |
| Oranienburg                             | Nordbahn                                               | Oranienburg            |                                        | 4 oktober 1925             |
| Oranienburg Straße                      | Noord-zuidtunnel                                       | Berlijn                | 27 juli 1936                           | 27 juli 1936               |
| Osdorfer Straße                         | Anhalter Vorortbahn                                    | Berlijn                | 25 september 1998                      | 25 september 1998          |
| Ostbahnhof                              | Stadtbahn                                              | Berlijn                | 23 oktober 1842 (Frankfurter Bahnhof)  | 11 juni 1928               |
| Ostkreuz                                | Stadtbahn Ringbahn                                     | Berlijn                | 7 februari 1882                        | 11 juni 1928               |
| P                                       |                                                        |                        |                                        |                            |
| Pankow                                  | Stettiner Bahn                                         | Berlijn                | 15 oktober 1880                        | 8 augustus 1924            |
| Pankow-Heinersdorf                      | Stettiner Bahn                                         | Berlijn                | 1 oktober 1893                         | 8 augustus 1924            |
| Petershagen Nord                        | Ostbahn                                                | Petershagen/Eggersdorf |                                        | 31 oktober 1948            |
| Pichelsberg                             | Spandauer Vorortbahn                                   | Berlijn                | 1 november 1909                        | 10 december 1928           |
| Plänterwald                             | Görlitzer Bahn                                         | Berlijn                | 3 juni 1956                            | 3 juni 1956                |
| Poelchaustraße                          | Wriezener Bahn                                         | Berlijn                | 29 september 1979                      | 29 september 1979          |
| Potsdam Hauptbahnhof                    | Wannseebahn                                            | Potsdam                | 22 november 1838                       | 11 juni 1928               |
| Potsdamer Platz                         | Noord-zuidtunnel                                       | Berlijn                | 15 april 1939                          | 15 april 1939              |
| Prenzlauer Allee                        | Ringbahn                                               | Berlijn                | 1 mei 1892                             | 1 februari 1929            |
| Priesterweg                             | Anhalter Vorortbahn Dresdener Bahn                     | Berlijn                | 7 oktober 1928                         | 7 oktober 1928             |
| R                                       |                                                        |                        |                                        |                            |
| Rahnsdorf                               | Frankfurter Bahn                                       | Berlijn                |                                        | 11 juni 1928               |
| Raoul-Wallenberg-Straße                 | Wriezener Bahn                                         | Berlijn                | 15 december 1980                       | 15 december 1980           |
| Rathaus Steglitz                        | Wannseebahn                                            | Berlijn                | 13 juni 1839                           | 15 mei 1933                |
| Röntgental                              | Stettiner Bahn                                         | Panketal               | 1 mei 1903                             | 8 augustus 1924            |
| Rummelsburg                             | Frankfurter Bahn                                       | Berlijn                |                                        | 11 juni 1928               |
| S                                       |                                                        |                        |                                        |                            |
| Savignyplatz                            | Stadtbahn                                              | Berlijn                | 7 februari 1882                        | 11 juni 1928               |
| Schichauweg                             | Dresdener Bahn                                         | Berlijn                | 1 december 1990                        | 1 december 1990            |
| Schlachtensee                           | Wannseebahn                                            | Berlijn                | 1 juni 1874                            | 15 mei 1933                |
| Schöneberg                              | Ringbahn Wannseebahn                                   | Berlijn                | 1 maart 1933                           | 1 maart 1933               |
| Schöneweide                             | Görlitzer Bahn                                         | Berlijn                | 24 mei 1868                            | 6 november 1928            |
| Schönfließ                              | Außenring                                              | Mühlenbecker Land      |                                        | 19 november 1961           |
| Schönhauser Allee                       | Ringbahn                                               | Berlijn                | 1 augustus 1879                        | 1 februari 1929            |
| Schönholz                               | Nordbahn                                               | Berlijn                | 10 juli 1877                           | 5 juni 1925                |
| Schulzendorf                            | Kremmener Bahn                                         | Berlijn                | 1 oktober 1893                         | 16 maart 1927              |
| Sonnenallee                             | Ringbahn                                               | Berlijn                | 1 oktober 1912                         | 6 november 1928            |
| Spandau                                 | Hamburger Bahn Lehrter Bahn                            | Berlijn                | 1 februari 1871                        | 10 december 1928           |
| Spindlersfeld                           | Schöneweide-Spindlersfeld                              | Berlijn                | 1 april 1892                           | 1 februari 1929            |
| Springpfuhl                             | Wriezener Bahn                                         | Berlijn                | 30 december 1976                       | 30 december 1976           |
| Storkower Straße                        | Ringbahn                                               | Berlijn                | 4 mei 1881                             | 1 februari 1929            |
| Strausberg                              | Ostbahn                                                | Strausberg             | 1 oktober 1867                         | 31 oktober 1948            |
| Strausberg Nord                         | Strausberg-Strausberg Nord                             | Strausberg             | 3 juni 1956                            | 3 juni 1956                |
| Strausberg Stadt                        | Strausberg-Strausberg Nord                             | Strausberg             | 3 juni 1956                            | 3 juni 1956                |
| Stresow                                 | Hamburger Bahn Lehrter Bahn                            | Berlijn                | 15 december 1846 (Spandau)             | 10 december 1928           |
| Sundgauer Straße                        | Wannseebahn                                            | Berlijn                | 1 juli 1934                            | 1 juli 1934                |
| Südende                                 | Anhalter Vorortbahn                                    | Berlijn                | 15 augustus 1880                       | mei 1929                   |
| Südkreuz                                | Anhalter Vorortbahn Anhalter Bahn Ringbahn             | Berlijn                | 1 januari 1901 (Papestraße)            | 6 november 1928            |
| T                                       |                                                        |                        |                                        |                            |
| Tegel                                   | Kremmener Bahn                                         | Berlijn                | 1 oktober 1893                         | 16 maart 1927              |
| Teltow Stadt                            | Aftakking Teltow                                       | Berlijn                | 25 februari 2005                       | 25 februari 2005           |
| Tempelhof                               | Ringbahn                                               | Berlijn                | 1 januari 1872                         | 6 november 1928            |
| Tiergarten                              | Stadtbahn                                              | Berlijn                | 7 februari 1882                        | 11 juni 1928               |
| Treptower Park                          | Ringbahn                                               | Berlijn                | 1 februari 1875                        | 6 november 1928 (Ringbahn) |
| W                                       |                                                        |                        |                                        |                            |
| Waidmannslust                           | Nordbahn Stettiner Bahn                                | Berlijn                |                                        | 5 juni 1925                |
| Wannsee                                 | Wannseebahn Wetzlarer Bahn                             | Berlijn                | 1 juni 1874                            | 11 juni 1928               |
| Warschauer Straße                       | Stadtbahn                                              | Berlijn                | 7 februari 1882                        | 11 juni 1928               |
| Wartenberg                              | Außenring                                              | Berlijn                | 20 december 1985                       | 20 december 1985           |
| Waßmannsdorf                            | Grünauer Kreuz – Flughafen BER                         | Schönefeld             | 31 oktober 2020                        | 31 oktober 2020            |
| Wedding                                 | Ringbahn                                               | Berlijn                | 1 mei 1872                             | 1 februari 1929            |
| Westend                                 | Ringbahn                                               | Berlijn                | 15 november 1877                       | 1 februari 1929            |
| Westhafen                               | Ringbahn                                               | Berlijn                | 1 oktober 1898                         | 1 februari 1929            |
| Westkreuz                               | Ringbahn Stadtbahn Spandauer Vorortbahn Wetzlarer Bahn | Berlijn                | 10 december 1928                       | 10 december 1928           |
| Wildau                                  | Görlitzer Bahn                                         | Wildau                 | 19 juni 1899                           | 30 april 1951              |
| Wilhelmshagen                           | Frankfurter Bahn                                       | Berlijn                |                                        | 11 juni 1928               |
| Wilhelmsruh                             | Nordbahn                                               | Berlijn                | 10 juli 1877                           | 5 juni 1925                |
| Wittenau                                | Nordbahn                                               | Berlijn                | 10 juli 1877                           | 5 juni 1925                |
| Wollankstraße                           | Nordbahn                                               | Berlijn                | 10 juli 1877                           | 5 juni 1925                |
| Wuhletal                                | Ostbahn                                                | Berlijn                | 1 juli 1989                            | 1 juli 1989                |
| Wuhlheide                               | Frankfurter Bahn                                       | Berlijn                |                                        | 11 juni 1928               |
| Y                                       |                                                        |                        |                                        |                            |
| Yorckstraße                             | Anhalter Vorortbahn                                    | Berlijn                | 1 mei 1903                             | mei 1929                   |
| Yorckstraße (Großgörschenstraße)        | Wannseebahn                                            | Berlijn                | 1 oktober 1891                         | 15 mei 1933                |
| Z                                       |                                                        |                        |                                        |                            |
| Zehlendorf                              | Wannseebahn                                            | Berlijn                | 21 september 1838                      | 15 mei 1933                |
| Zepernick                               | Stettiner Bahn                                         | Panketal               | 1 september 1881                       | 8 augustus 1924            |
| Zeuthen                                 | Görlitzer Bahn                                         | Zeuthen                | 24 mei 1868                            | 30 april 1951              |
| Zoologischer Garten                     | Stadtbahn                                              | Berlijn                | 7 februari 1882                        | 11 juni 1928               |